# Anton Trstenjak
Anton Trstenjak, slovenski filozof, antropolog, psiholog in teolog, * 8. januar 1906, Rodmošci pri Gornji Radgoni, † 29. september 1996, Ljubljana.

## Življenje
Rodil se je v družini malih kmetov Janeza in Marije. Bil je tretji otrok po vrsti in edini fant med štirimi sestrami. V družini so bili še trije otroci, vendar so že zgodaj umrli. 
Osnovno šolo je obiskoval v Negovi in nadaljeval šolanje v Mariboru na klasični gimnaziji (1918–26). Nato je študiral teologijo na Univerzi v Innsbrucku, kjer je leta 1929 doktoriral iz filozofije. Dve leti pozneje je bil v Mariboru posvečen v duhovnika. Leta 1933 je v Innsbrucku doktoriral iz teologije. Leta 1935 in 1937 se je izpopolnjeval v Parizu, med letoma 1941 in 1942 je opravljal specializacijo na področju eksperimentalne psihologije pri Agostinu Gemelliju v Milanu.
V letih 1934 do 1939 je služboval kot katehet na takratni realni gimnaziji v Mariboru ter 1939/40 kot profesor filozofije na Visoki bogoslovni šoli v Mariboru. Od leta 1940 do upokojitve leta 1973 je na Teološki fakulteti v Ljubljani predaval filozofijo in psihologijo, na podiplomski stopnji Univerze v Zagrebu ter občasno na oddelku za psihologijo Filozofske fakultete v Ljubljani. 
Bil je redni član Mednarodnega združenja za aplikativno psihologijo v Parizu (od leta 1953), član SAZU (od leta 1979 dopisni, od 1983 redni član), član Evropske akademije za znanost in umetnost v Salzburgu (od 1993), predsednik in častni član Društva psihologov Slovenije ter član več drugih znanstvenih organizacij doma in po svetu. Za svoje strokovno delo je dobil več visokih cerkvenih, državnih in znanstvenih odlikovanj ter priznanj, med drugim je bil leta 1974 imenovan za papeževega častnega prelata. Prejel je Kidričevo nagrado (1983), nagrado Avnoja (1988), razglašen je bil za ambasadorja znanosti Republike Slovenije (1993), prejel zlati častni znak svobode Republike Slovenije (1996), častni doktorat Univerze v Mariboru (1990) in Univerze v Ljubljani (1994).
Njegove publikacije spadajo po tematiki med psihološka dela, antropološka, filozofska, kurturološko-narodnostna ter teološka dela. Dobra polovica njegovega strokovnega udejstvovanja je s področja psihologije, kar 47 knjig v slovenskem jeziku in nekatera prevedena  v tuje jezike. Napisal je še čez 500 strokovnih člankov in razprav. V tujini je bil najbolj znan po dosežkih na področju psihologije barv, ki so povzeti v knjigi Psihologija barv iz leta 1996. Njegovo največje odkritje na področju eksperimentalne znanosti je Trstenjakov zakon o reakcijskem času odzivanja na barve, ki pravi, da se reakcijski časi za posamezne barvne tone gibljejo v obratnem sorazmerju z njihovimi valovnimi dolžinami. Vabili so ga na milansko in graško univerzo. 
Že kot otrok je bil radoveden in si je želel, da bi odšel v tuje dežele. Zgodaj je ugotovil, da »za kmeta pa ne bo«. Raje je bral in risal in se vdajal domišljiji o življenju v daljnih deželah. Svoje otroštvo je opisoval kot nežno, melanholično, žalostno sredi goric. Želel si je v svet, želel je videti in vedeti še kaj več, kakor svet, ki ga je zaobjel s pogledom.
Bil je radoveden in odprte glave, zato mu je bilo v šoli včasih dolgčas. On si je želel še kaj več. Anton je očeta izredno občudoval. Imel je izreden spomin za številke in paragrafe, natančno je risal zemljevide in lepo pisal. Bil je poštenjak, celo razsodnik v prepirih med kmeti. Njegova beseda je bila spoštovana.
Mati Marija je bila skrbna in trdoživa. Sin jo je imel neizmerno rad. Občudoval je njeno neusahljivo dobro voljo, veselje in radost. Rada je pela. Za svoje otroke bi naredila vse. Bila je resnično srce družine, kot kasneje Trstenjak govori o družini: Mož je razum, žena srce in njuna ljubezen kot kri, ki poganja skupno življenje dveh oseb kot eno celoto. Med njima je bila spoštljiva in dostojna ljubezen in otroci so iz njunega odnosa čutili vdanost drug drugemu. Zato so se v družini počutili varne.
Trstenjak je o sebi pravil, da je med pisanjem delal kot obseden, »kot motor«. Svojemu gigantskemu znanstveno-raziskovalnemu delu je posvetil vse življenje in si ga je tudi sam financiral. Že pogled skozi okno mu je rodil nove ideje in misli. Zato se je rad umikal v »mir«. V Ljubljani, na Resljevi so ljudje hodili k njemu po nasvet, pomoč, pogovor in nikoli ni nobenega odklonil. Njegova soba v Ljubljani je bila več kakor pol stoletja najbolj obiskana neformalna psihološka ordinacija za svetovalno in terapevtsko pomoč ljudem v osebnih in družinskih stiskah. Za vsakega si je vzel čas in ga poslušal. Za to delo - "dobro besedo človeku v stiski" - ni nikoli maral plačila. Bil je dovzeten za človekove tegobe, toliko bolj, ker je človeka imel rad. Sam je povedal, da je trmast optimist. Torej, da verjame v slovenskega človeka in mu zaupa. 

Rekel bi: »Vküp držmo«!

## Delo
Trstenjakova psihologija
Po besedah Vida Pečjaka je za Trstenjakovo psihologijo značilnih šest oznak:
- sodi na področje eksaktne eksperimentalne psihologije

- je holistično usmerjena in je zelo blizu personalizmu, Franklovi logoterapiji in sodobni humanistični psihologiji,
- pionirsko uvaja posamezne psihološke discipline (pastoralna psihologija, psihologija ustvarjalnosti (1953 in 1981, psihologija zaznavanja, še posebej psihologija barv (1983), ekonomska psihologija (1982), ekološka psihologija (1984), psihologija dela in organizacije (1951 in 1979) ter kot posebna kategorija grafologija (1985)),
- praktično psihološko delo, ki se je kazalo kot svetovanje pomoči potrebnim. Pečjak pravi, da mirno lahko označi Trstenjaka kot začetnika naše klinične psihologije,
- enciklopedični pogled na celotno psihologijo svojega časa (zato so ga tudi imenovali zadnji renesančni človek). Ta pogled se še zlasti kaže v knjigah Oris sodobne psihologije (1969 in 1971) in Problemi psihologije (1976). Širino njegovega psihološkega udejstvovanja potrjujejo njegova knjižna in periodična dela, ki segajo od geometričnih iluzij do metodike verouka in od teorije zaznavanja do ocene Vebrove psihologije,
- bogat opus poljudnoznanstvenih psiholoških del

Grafologija
Trstenjak je sam trdil, da grafologija ni pravi predmet njegovega raziskovanja, temveč konjiček. O njej je napisal poljudno knjigo Človek in njegova pisava (1986). Zaradi svoje strokovnosti pa je dobival v analizo ogromno rokopisov. V jedru pisave je razpoznal psihofizično krivuljo človekovega ravnanja, registrirano na papirju. Metodološko gledano je ta krivulja zanj analogna EEG- ali EKG-krivulji. Pravi pa, da je tolmačenje le-te, ki temelji na specializaciji grafologa in njegovi interpretaciji, zelo pomembno. Vsak znak ali kombinacija znakov in potez v pisavi nekaj pove.
 "Vsa stvar se je začela okrog leta 1938, ko sem še učil na realni gimnaziji v Mariboru. Prvo resnejšo nalogo mi je prinesla neka dijakinja in prosila, naj analiziram pisavo in da naj nič sprašujem, čigava je. Poglobil sem se v rokopis in ugotovil eno: ta oseba - sem zapisal (v zapečatenem pismu) - ni ne moški ne ženska. Rečem pa, da je ono genialno nadarjeno. Nekaj časa zatem smo imeli v Slovenj Gradcu sestanek umetniškega kluba, pa je pristopila k meni neka ženska in rekla:"Gospod profesor, midva se pa poznava. "Midva?", sem bil začuden. "Oprostite, še nikoli vas nisem videl," potem pa se je zasmejala in rekla: "Prepoznali ste me po pisavi." Še dobro se spominjam, da je pripomnila: "Ta Vaša sposobnost je pa naravnost neverjetna. Kot veste, nisem ne moški ne ženska. Sicer pa verjetno poznate moj primer." — Anton Trstenjak, Peter Likar: Anton Trstenjak – pogled v človekovo dušo. Zbirka Slovenski znanstveniki št. 4. Maribor: Založba Obzorja, 1980.

To je bila Ljuba Prenner, ki je po tej izkušnji Okrožnemu sodišču v Ljubljani predlagala Trstenjaka kot grafološkega izvedenca. Trstenjakova integralna filozofska antropologija  Kljub temu, da je o integralni filozofski antropologiji Trstenjak pisal manj kot o psiholoških temah, je tu najbolj kvalitetna. Vsa njegova pisna dela, svetovanje ljudem v stiskah in pedagoško delo je pri Trstenjaku odraz iskanja celostnega sodobnega odgovora na večno vprašanje: Kdo in kaj je človek? Temu vprašanju skušata odgovarjati dve njegovi znanstveni monografiji (1985, 1988) in knjiga izbranih razprav (1991) ter več poljudnoznastvenih knjig.  Trstenjak je pisal tako znanstvena dela kot poljudne strokovne knjige za široko občinstvo. Pri Mohorjevi družbi je v letih med 1954 in 1993 izšlo okoli petnajst knjig njegove življenjske psihologije in antropologije, in sicer:
- Med ljudmi (1954)
- Pota do človeka: metode spoznavanja ljudi (1956)
- Človek v ravnotežju (1957)
- Človek v stiski (1960)
- Če bi še enkrat živel (1964)
- Hoja za človekom (1968)
- Človek samemu sebi (1971)
- Človek in sreča (1974)
- Človek, bitje prihodnosti: okvirna antropologija (1985)
- Dobro je biti človek (1988, 2. izd. 2018)
- Človek končno in neskončno bitje: oznanjevalna antropologija (1988)
- Skozi prizmo besede (1989)
- Za človeka gre: izbrana razmišljanja (1991)
- Umrješ, da živiš (1993)
- Po sledeh človeka (1993)

Pozneje je nekaj tovrstnih knjig izšlo tudi pri drugih založbah, medtem ko je na vrhuncu Trstenjakovih zrelih let v povojnih desetletjih bila le Mohorjeva družba pripravljena izdajati njegove knjige.
- Filozofska dela

Med Trstenjakovimi filozofskimi deli so v večji meri prisotne nemške razprave o slovenskem filozofu in njegovem rojaku Francetu Vebru (1972). V tistem času aktualna Vebrova filozofija, ki je vsebovala psihološki pogled na človekove doživljanje, je bila že tema Trstenjakove filozofske desertacije. Med njegovimi filozofskimi deli, zbranimi v treh knjigah Izbranih del (1996 in 1999), izdanih po njegovi smrti, najdemo teme (zgodovino filozofije, uvod v filozofijo, filozofijo narave in metafizično psihologijo), ki jih je Trstenjak predaval med službovanjem na Visoki bogoslovni šoli v Mariboru. Napisal je tudi esejistični pregled petih mislecev, ki so vplivali nanj (Pierre Teilhard de Chardin; Carl Gustav Jung; Romano Guardini; Karl Jaspers; Viktor Frankl) z naslovom Pet velikih (Slovenska matica, 1992).  
- Kulturološka dela

Na področje kulture je Trstenjak posegel že s svojim prvim člankom "V luči stoletij", ki ga je objavil v 1. številki Križa leta 1928 (pred tem so njegovi članki izhajali v dijaškem in študentskem glasilu mariborskega semenišča). Izvirno je raziskoval umetniško ustvarjanje (1953), razčlenjeval razmerja med krščanstvom in kulturo (1975), zlasti pa ga je že od začetka privlačilo raziskovanje besede.
- Dela o narodnosti

Njegova dela o družini lahko razumemo kot izražanje posebnega zanimanja in ljubezni do družine lastnega naroda (1994). Posebej je raziskoval značaj Slovencev v posameznih pokrajinah, vprašanje narodnih manjšin ter vzgibe za preživetje in napredek številčno majhnih narodov (med drugim je skupaj z dunajskim psihiatrom Erwinom Ringlom napisal knjigo O koroški duši (1992)). Njegovo največje delo o narodu je knjiga Misli o slovenskem človeku (1991), ki je izšla med osamosvajanjem Slovenije. Tudi Trstenjakova zadnja knjiga Slovenska poštenost (1995) spada v to področje.
- Teološki pogledi

Teološka skupina njegovih del obsega po odlični disertaciji o univerzalistični usmerjenosti krščanstva v Apostolskih delih predvsem priložnostne članke v teoloških in pastoralnih revijah. Povsem teološko delo je natis njegovih duhovnih vaj za duhovnike (1975). V Trstenjakovih delih se izražata skupaj z drugimi značilnostmi njegove osebnosti tudi religiozna dimenzija in njegovo verovanje.

## Trstenjakova usmeritev in vpliv
Bistvo Trstenjakove usmerjenosti bi danes najbolje označili, če rečemo, da je bila ekološka, sistemska ali zelena na socialnem in duhovnem področju. Verjel je, da je resničnost smiselna celota. Sistem, v katerem ima vsaka stvar svoje smiselno mesto in vrednost: vsak človek s svojim značajem, vsaka človekova življenjska izkušnja, vsaka posamezna znanstvena smer, vsaka človeška potreba in energija in tudi vsaka človeška težava, stiska, zmota in krivda. Njegovo življenjsko geslo je bilo: za človeka gre. Njegovo strokovno usmerjenost nadaljuje Inštitut Antona Trstenjaka za psihologijo, logoterapijo in antropohigieno, ki je bil ustanovljen kot prva nevladna znanstvena ustanova.

## V medijih
- Mojca Vizjak Pavšič: Ekonomska psihologija : Oživljena zavest o pomenu plime in oseke človeških zaupanj. Prof. dr. Anton Trstenjak : Ob gospodarskih težavah je postala ekonomika antropološki problem. Delo, 6. marec 1982.
- Mojca Vizjak Pavšič: Izvirno domače delo o ekonomski psihologiji. Delo, 25. februar 1983.
- Mojca Vizjak Pavšič: Psihologova hoja za človekom : pogovor z dr. Antonom Trstenjakom. Delo, 16. april 1983.
- Mojca Vizjak Pavšič: Strah in tesnobnost ob kopičenju in porabi. Delo, 14. julij 1983.
- Mojca Vizjak Pavšič: Okolje in sodobni človek. Delo, 26. julij 1984.
- Mojca Vizjak Pavšič: Kakšne barve je strop v pisarni? Manager, Junij 1991.
- Mojca Vizjak Pavšič: Sreča je kvaliteta duha : hommage Antonu Trstenjaku (1906-1996). Delo, 8. junij 2006.

## Poimenovanja
- Inštitut Antona Trstenjaka za psihologijo, logoterapijo in antropohigieno
- Ustanova dr. Antona Trstenjaka
- Društvo pedagogov dr. Antona Trstenjaka
- OŠ dr. Antona Trstenjaka Negova
- Trstenjakov dom Gornja Radgona